# Championnat du Brésil de football de deuxième division 1985
Navigation
Serie B 1984 Serie B 1986
La saison 1985 de Série B (nom officiel en portugais Taça de Prata  1985) est la huitième édition du championnat du Brésil de football de deuxième division, qui constitue le deuxième échelon national du football brésilien. 

## Compétition
Le championnat composé de 32 équipes se joue au format coupe avec élimination directe, les équipes se rencontrent deux fois à chaque tour, les trois équipes restantes en finale jouent une triangulaire pour désigner le champion.  
Le vainqueur est proclamé Champion du Championnat Brésilien de Football Série B 1985, et est promu en Serie A 1986

### Phase finale
| Rang | Équipe               | Pts | J | G | N | P | Bp | Bc | Diff |
| ---- | -------------------- | --- | - | - | - | - | -- | -- | ---- |
| 1    | Tuna Luso Brasileira | 6   | 4 | 3 | 0 | 1 | 7  | 5  | +2   |
| 2    | Goytacaz             | 3   | 4 | 1 | 1 | 2 | 4  | 4  | 0    |
| 3    | Figueirense          | 3   | 4 | 1 | 1 | 2 | 7  | 9  | -2   |

Tuna Luso Brasileira remporte son premier titre de champion de deuxième division brésilienne, le club est promu première division.